# 冯锦华
冯锦华（1970年—），中國山西太原人。保钓运动人士。

## 生平
1970年，冯锦华生于山西太原一个普通的干部家庭。冯锦华在太原念完了小学、中学，后来继续在太原念完了大学，学习财会专业。从大学毕业后，最初两年冯锦华在太原的国有公司任职。
1994年，因太原与日本琦玉县为友好城市，冯锦华获得机会赴日本，首先就读于日本语学校学习日语。1996年，冯锦华考上日本东洋大学法律专业。大学毕业后，在一家日本电讯公司中国业务部就职。
2001年8月14日，为抗议小泉纯一郎以日本首相身份参拜靖国神社，冯锦华在東京靖国神社门前的石犬底座上用油漆喷写了“该死”两字。冯锦华当场被日本警察逮捕。
冯锦华被捕后，以「器物損壞罪」被判有期徒刑10个月，緩期三年執行。中華人民共和國外交部發言人章啟月，對判決結果表示遺憾。「我們曾多次向日方強調，馮錦華案有其特殊的政治背景，日方應公正合理地予以處理。對目前的判決結果，我們表示十分遺憾。」 其後，2002年3月馮锦华被日方取消工作签证，2002年6月23日返回中国。同年12月，他接受訪問時稱返國後一直失業，與妻兒靠積蓄過活。2003年2月起，冯锦华来到北京打工，在朋友开办的投资公司任项目经理，工资是在日本任职时的五分之一。为节省房租，冯锦华住在石景山区，每日需要搭乘公交车1个多小时上班。
2003年5月19日，冯锦华、张立昆、李南、牛力丕、周文博5人在网上发出《中国保钓行动登岛志愿者召集正式开始》的公告，征集志愿者出海保钓。接受报名的网站还明示：“本次保钓行动召集的志愿者在本次活动结束后自行解散；所有保钓志愿者的资料都将自愿接受相关部门检查。”冯锦华的实名求援信在爱盟网的点击率极高，捐款者超过一千人。2003年6月22日晨，载有15位中国内地及香港保钓人士的“浙玉渔1980”号渔船自浙江省玉环县黄门港启程开赴钓鱼岛。6月23日，在日本海上保安厅8艘军舰和多架飞机的包围下，该渔船未能驶抵钓鱼岛，被迫返航，6月24日回到玉环县码头。
2003年12月27日，中国民间保钓联合会（筹）在厦门正式成立，童增被推为会长，冯锦华、张立昆、李南、卢云飞、虞海泽等当选为常务会员。
2004年3月24日，他和张立昆、尹冬明、王喜强、方卫强、殷敏洪、胡显峰等7名大陆人士于北京时间早晨6时26分首次成功登陆钓鱼岛，并展开一面中华人民共和国国旗。此次行动的总指挥是虞海泽。7人登岛后，随后日本海上保安厅人员登上钓鱼岛强行拘捕了他们。日本媒体于3月25日报道称：“今天冲绳县警在25日午前把登上24日登上尖阁列岛的中国7名活动家用11管区海上保安本部的海上巡视船送到了冲绳本岛，巡视船在 25日9点45分进入那霸港，冲绳县警本部把7人分送到那霸警察署等4个警察署，由中国语翻译同席，对他们登岛的目的和在岛上的行动进行了调查。县警察说他们全体7个人都没有带护照，警方正在研究是把他们在审查完之后送检继续搜查，还是送给福岗入国管理局那霸支局。” 3月25日，这7位保钓人士在日本那霸受到搜身、强行拍照、审讯。最后，日本方面强制遣返了这7人，但这7人均未在认定强制遣返的文书上签字。3月26日下午，7位保钓人士乘飞机抵达上海。
2005年起，冯锦华自己开办了一家小型的文化公司，此后三年未能做成大生意。2008年起，冯锦华在浙江台州和朋友合作开办了一家制造汽车配件的小型工厂，冯锦华将妻子和女儿留在了北京。